# Ivo Žídek
Ivo Žídek (ur. 20 stycznia 1935 w Kravařach, zm. 19 maja 2003) – czeski śpiewak operowy, tenor.

## Życiorys
Studiował w Morawskiej Ostrawie, gdzie zadebiutował jako śpiewak w 1944 roku rolą tytułową w Wertherze Masseneta. Od 1948 roku związany był na stałe z Teatrem Narodowym w Pradze. Od 1956 roku gościnnie występował w Operze Wiedeńskiej. W 1960 roku gościł na Holland Festival, a w 1964 roku na festiwalu w Edynburgu.
Zasłynął przede wszystkim w repertuarze czeskim, m.in. jako Jenik w Sprzedanej narzeczonej Smetany i Laca w Jenůfie Janáčka. W 1966 roku wystąpił w prapremierowym przedstawieniu opery Krakatit Václava Kašlíka. Do innych jego popisowych ról należały Tamino w Czarodziejskim flecie Mozarta, Don Carlos w Don Carlosie Verdiego, Siegmund w Walkirii Wagnera, Tom Rakewell w The Rake’s Progress Strawinskiego. W 1970 roku kreował rolę Mazala w brytyjskiej premierze opery Výlety páně Broučkovy Leoša Janáčka w Edynburgu.